# Primera División de waterpolo 2019-20
La temporada 2019-20 de la Primera División de waterpolo es disputada por trece equipos de España. La competición está organizada por la Real Federación Española de Natación.

## Equipos
| Equipo                          | Localidad               | Comunidad Autónoma |
| ------------------------------- | ----------------------- | ------------------ |
| Club Natació Molins de Rei      | Molins de Rei           | Cataluña           |
| Claret Askartza                 | Leioa                   | País Vasco         |
| Unió Esportiva Horta            | Barcelona               | Cataluña           |
| Club Deportivo Waterpolo Málaga | Málaga                  | Andalucía          |
| Club Natació Sant Feliu         | Sant Feliu de Llobregat | Cataluña           |
| Club Natación Premiá            | Premiá de Mar           | Cataluña           |
| Club Natación La Latina Iara    | Madrid                  | Madrid             |
| Club Natación Granollers        | Granollers              | Cataluña           |
| Club Natació Montjuïc           | Barcelona               | Cataluña           |
| Club Natación Caballa           | Ceuta                   | Ceuta              |
| Club Natación Rubí              | Rubí                    | Cataluña           |
| AR Concepción Ciudad Lineal     | Madrid                  | Madrid             |
| Centro Natación Helios          | Zaragoza                | Aragón             |

## Clasificación
| | Equipo                                 | Puntos | J  | G  | E | P  | GF  | GC  | DG  |
| --- | -------------------------------------- | ------ | -- | -- | - | -- | --- | --- | --- |
| 1 | Club Natación Molins de Rei Sintagmia  | 40     | 16 | 13 | 1 | 2  | 192 | 137 | 55  |
| 2 | Club Natación Sant Feliú               | 39     | 16 | 12 | 3 | 1  | 175 | 136 | 39  |
| 3 | Club Natación Rubí                     | 35     | 17 | 11 | 2 | 4  | 198 | 160 | 38  |
| 4 | Unió Esportiva Horta                   | 33     | 17 | 10 | 3 | 4  | 203 | 166 | 37  |
| 5 | Club Natación La Latina-Iara           | 28     | 17 | 8  | 4 | 5  | 170 | 176 | -6  |
| 6 | Club Natación Montjuic                 | 25     | 16 | 8  | 1 | 7  | 166 | 153 | 13  |
| 7 | Club Natación Premiá                   | 23     | 17 | 7  | 2 | 8  | 195 | 194 | 1   |
| 8 | Claret Askartza                        | 22     | 17 | 6  | 4 | 7  | 194 | 202 | -8  |
| 9 | Club Natación Granollers               | 21     | 16 | 6  | 3 | 7  | 179 | 176 | 3   |
| 10 | Centro Natación Helios                 | 14     | 17 | 4  | 2 | 11 | 135 | 193 | -58 |
| 11 | Club Deportivo Waterpolo Málaga-Inacua | 13     | 17 | 3  | 4 | 10 | 170 | 181 | -11 |
| 12 | Club Natación Caballa                  | 12     | 17 | 3  | 3 | 11 | 168 | 202 | -34 |
| 13 | A. R. Concepción Ciudad Lineal         | 5      | 18 | 1  | 2 | 15 | 153 | 222 | -69 |
| Fuente: Federación Española de Natación: Clasificación de la Primera División de waterpolo; actualización automática |                                        |        |    |    |   |    |     |     |     |